# São Romão de Arões
São Romão de Arões ist eine Gemeinde im Norden Portugals.

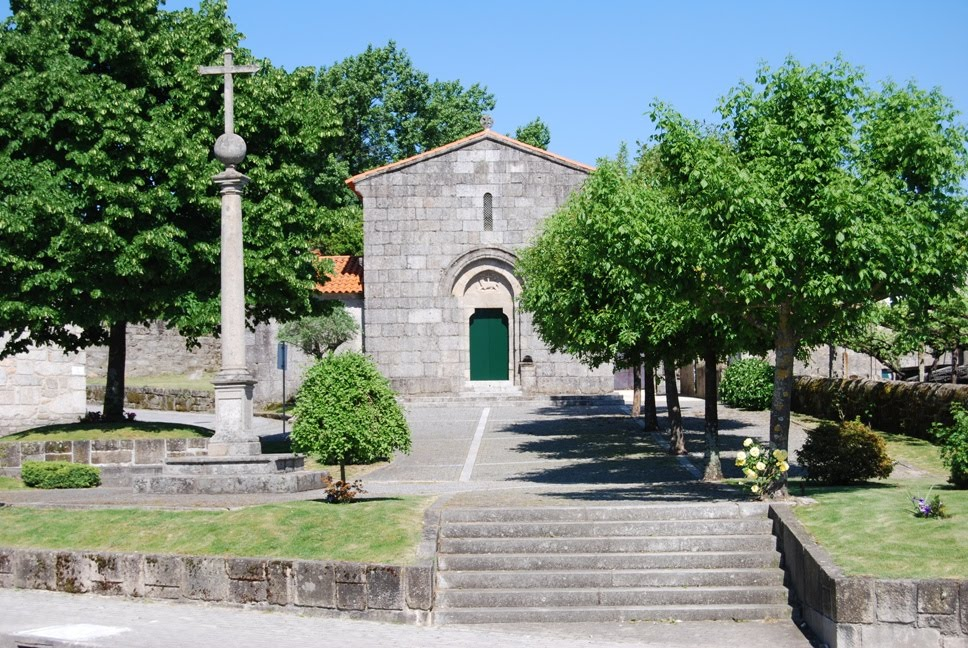
Romanische Kirche von Arões (São Romão)

São Romão de Arões gehört zum Kreis Fafe im Distrikt Braga, besitzt eine Fläche von 5,7 km² und hat 3293 Einwohner (Stand 19. April 2021).
2009 wurde der Ort zur Vila (dt.: Kleinstadt) erhoben.

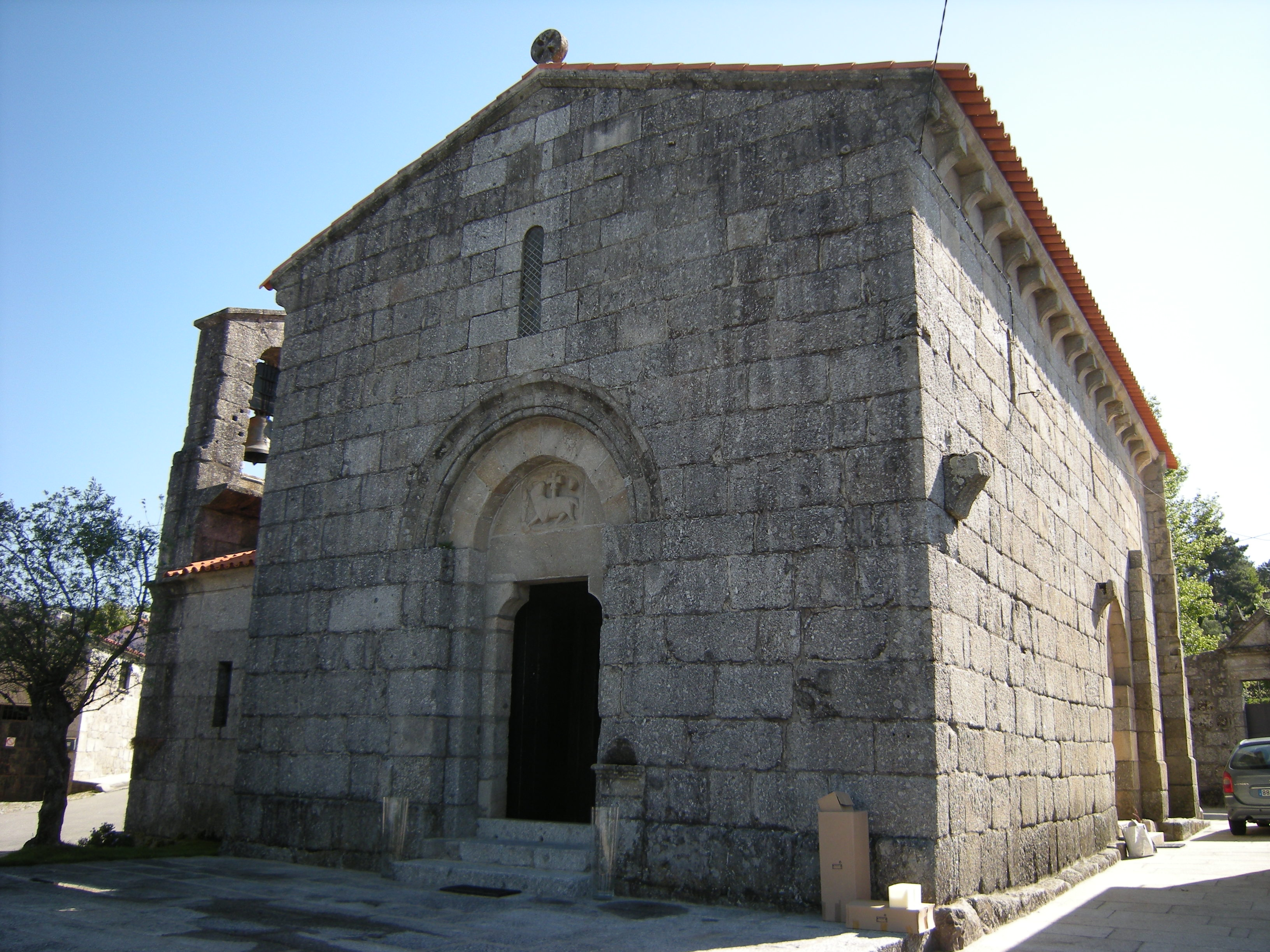
Kirche von São Romão de Arões